# Четири јахача Апокалипсе (слика)
Четири коњаника апокалипсе (рус. "Воины Апокалипсиса") је слика руског уметника Виктора Васњецова из 1887.
Слика приказује Четири коњаниказ Апокалипсе описане у Књизи Откривења. Јагње Божије је видљиво на врху.
Слика је димензија 72 cm × 136 cm (28 in × 54 in) и налази се у Државном централном музеју музичке културе Глинка у Москви. Студију за слику налази се у Државном музеју Историје Религије у Санкт Петербургу.